# Tyson Ritter
Tyson Jay Ritter, född 24 april 1984 i Stillwater, Oklahoma, är en amerikansk sångare, låtskrivare, multiinstrumentalist och skådespelare, mest känd som frontfigur i alternativ rock-bandet The All-American Rejects. Han har även en klädeskollektion som heter Butter the Clothes.

## Filmografi (urval)
Film
- 2008 – The House Bunny
- 2014 – Love & Mercy
- 2015 – Miss You Already
- 2016 – The Sweet Life
- 2017 – Ray Meets Helen
- 2018 – Peppermint
- 2018 – Gloria Bell

Television
- 2003 – Feable Weiner (musikvideo)
- 2007 – House (TV-serie)
- 2012 – 90210 (TV-serie)
- 2013–2014 – Betas (TV-serie)
- 2013–2015 – Parenthood (TV-serie)
- 2015 – Wicked City (TV-serie)
- 2017–2018 – Preacher (TV-serie)